# Habib ibn Habib al-Muhal·labí
Habib ibn Habib al-Muhal·labí fou un membre de la família muhal·làbida, que va exercir interinament el govern d'Ifríqiya.
Era el lloctinent del seu parent Úmar ibn Hafs (governador 868-871) i aquest havia rebut l'encàrrec de fortificar Tobna. Després de quasi tres anys de governar pacíficament, Úmar va sortir el 870 de Kairuan per complir la tasca, deixant el govern interí a Habib ibn Habib al-Muhal·labí. Desguarnida Ifríqiya els amazics es van revoltar i Habib va morir en combat. Al-Djunayd ibn Bashar va agafar el comandament a Kairuan i va demanar ajut a Úmar, mentre els rebels concentraven les seves forces davant Trípoli de Líbia; els reforços enviats per Úmar foren derrotats i la rebel·lió es va fer general.